# Садиба Ґіжицьких
Садиба Ґіжицьких — напівзруйнована пам'ятка, залишки якої знаходяться в селі Ряснопіль, Березівський район, Одеська область.
Садиба буда зведена наприкінці 19-го століття Гнатом Івановичем Ґіжицьким (1752—1816), генерал-майором російської армії. Він походив із польської шляхти, був статським радником, георгієвським кавалером, а в 1798 році пішов зі служби та на подарованих йому землях заснував поселення Ґіжицьке. Тут родина Ґіжицьких жила у садибі, зведеній на пагорбі.

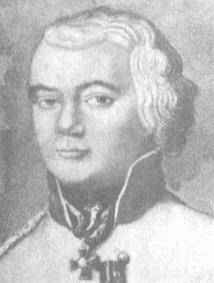
Генерал-майор Гнат Гіжицький

У 1905 році садибу придбала поміщиця Л. А. Аркудинська. Після приходу до влади більшовиків (після 1918 року) в садибі було організовано сільський клуб «Червоний Дім», а пізніше там розмістилася школа.
Під час Другої світової війни у будівлі було розміщено жандармерію, а після війни — знову повернулася школа. У 1973 році було зведено нову будівлю школи, але садиба залишилася на шкільному балансі і використовувалася у господарських цілях. Певний час в ній було розміщено інтернат для дітей із сусідніх сіл, а влітку — літній табір. На даний час садиба збереглась на сьогодні у вигляді руїн.

## Галерея

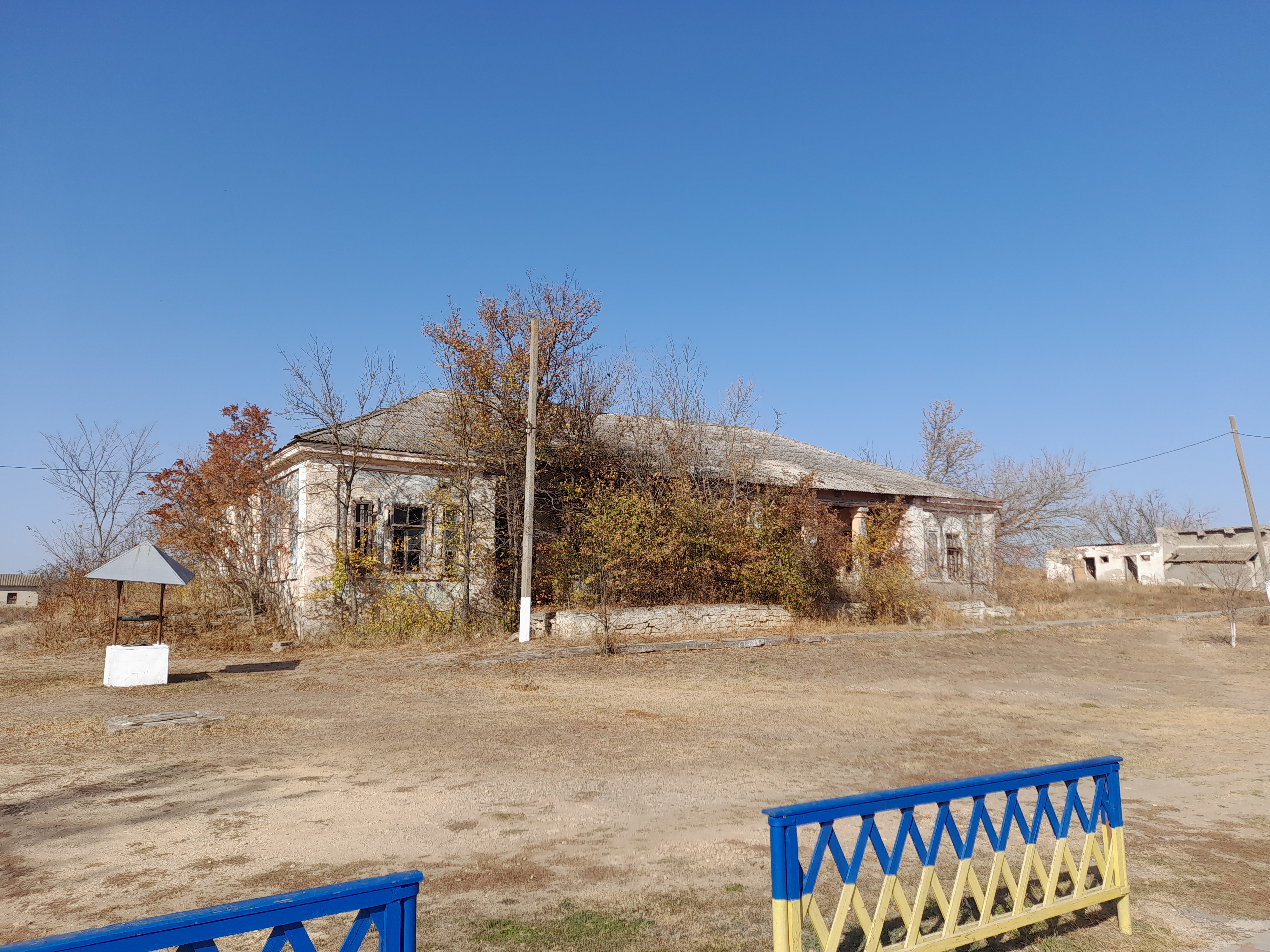
Зовнішній вигляд садиби
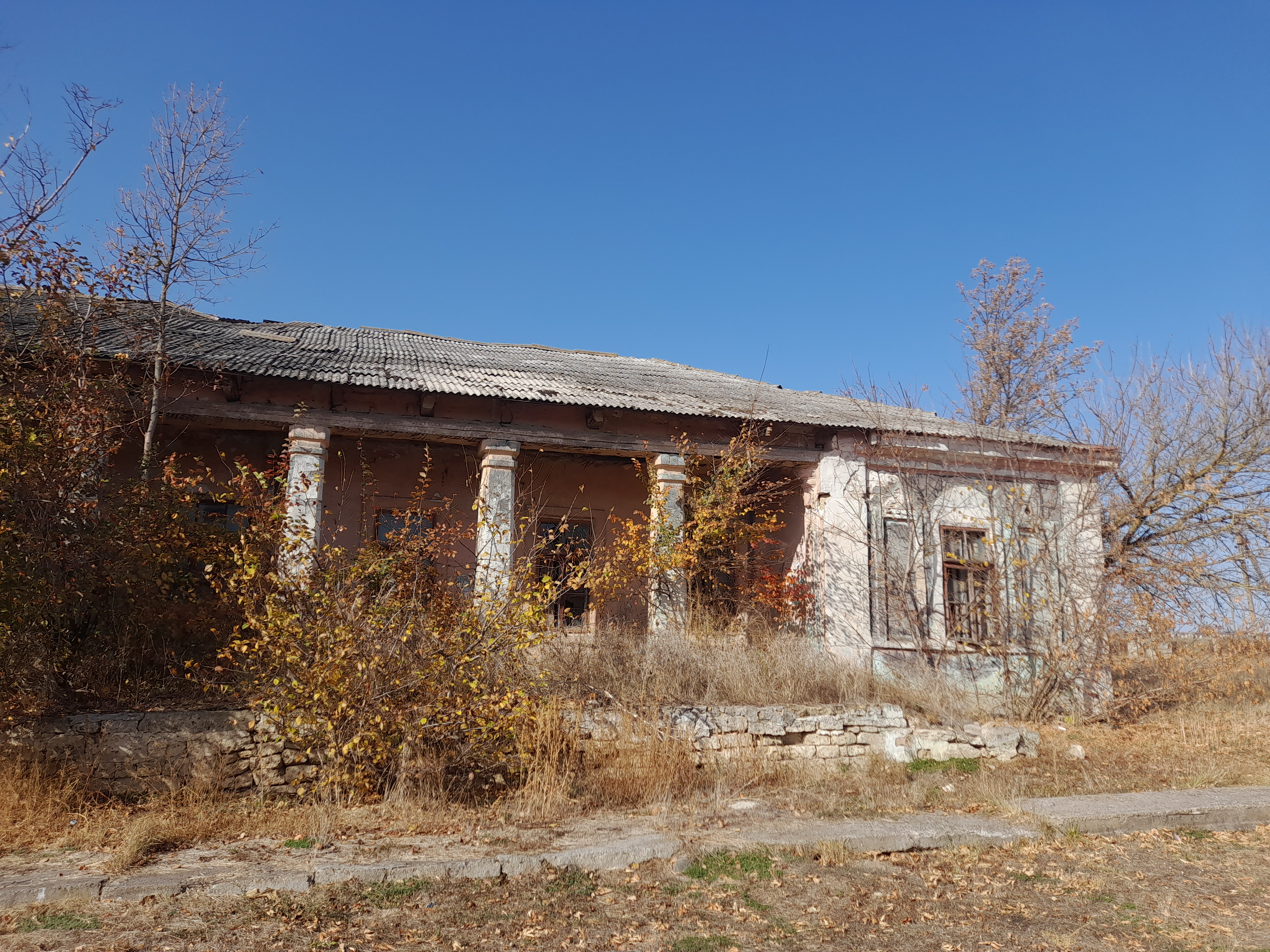
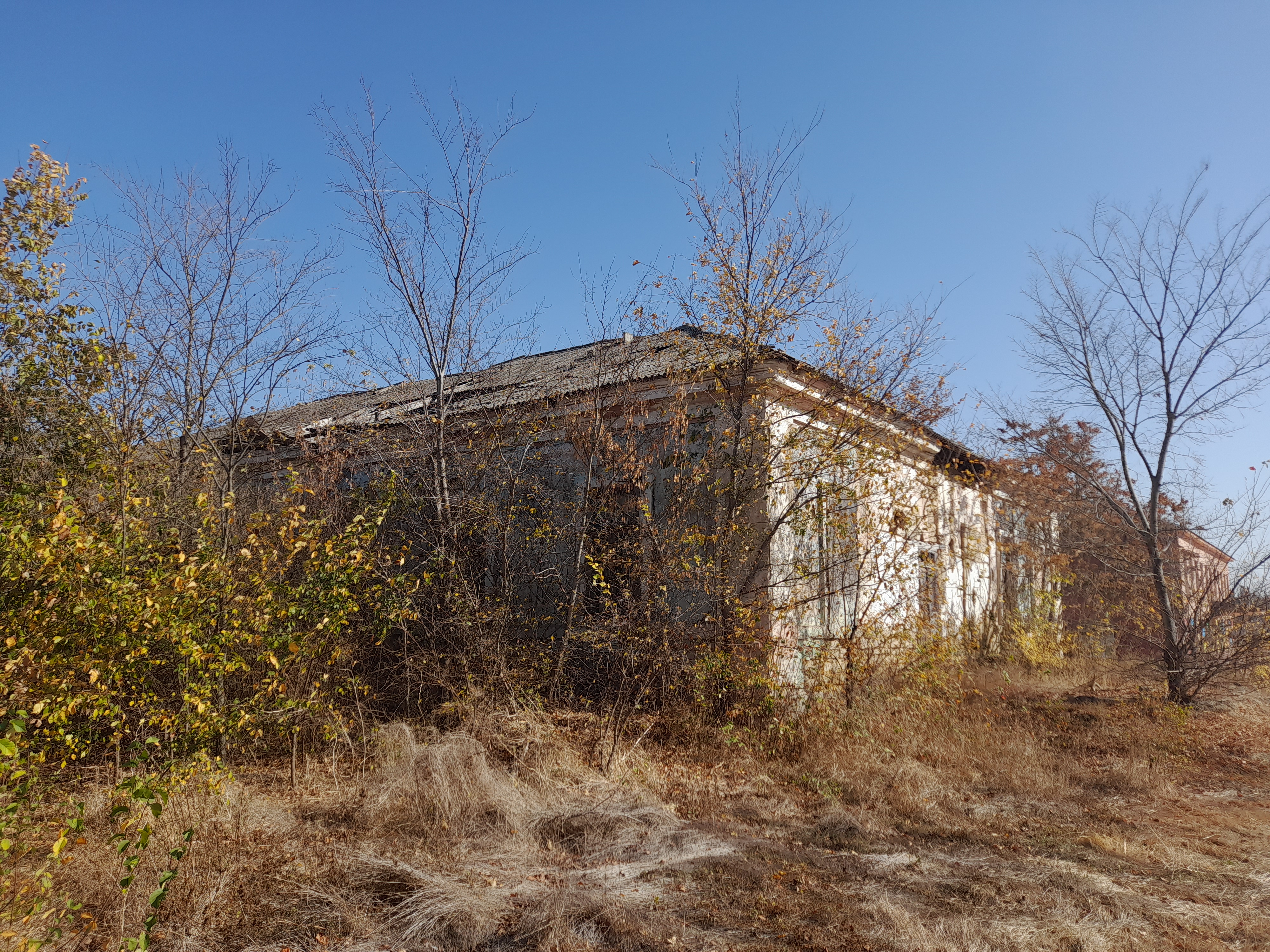
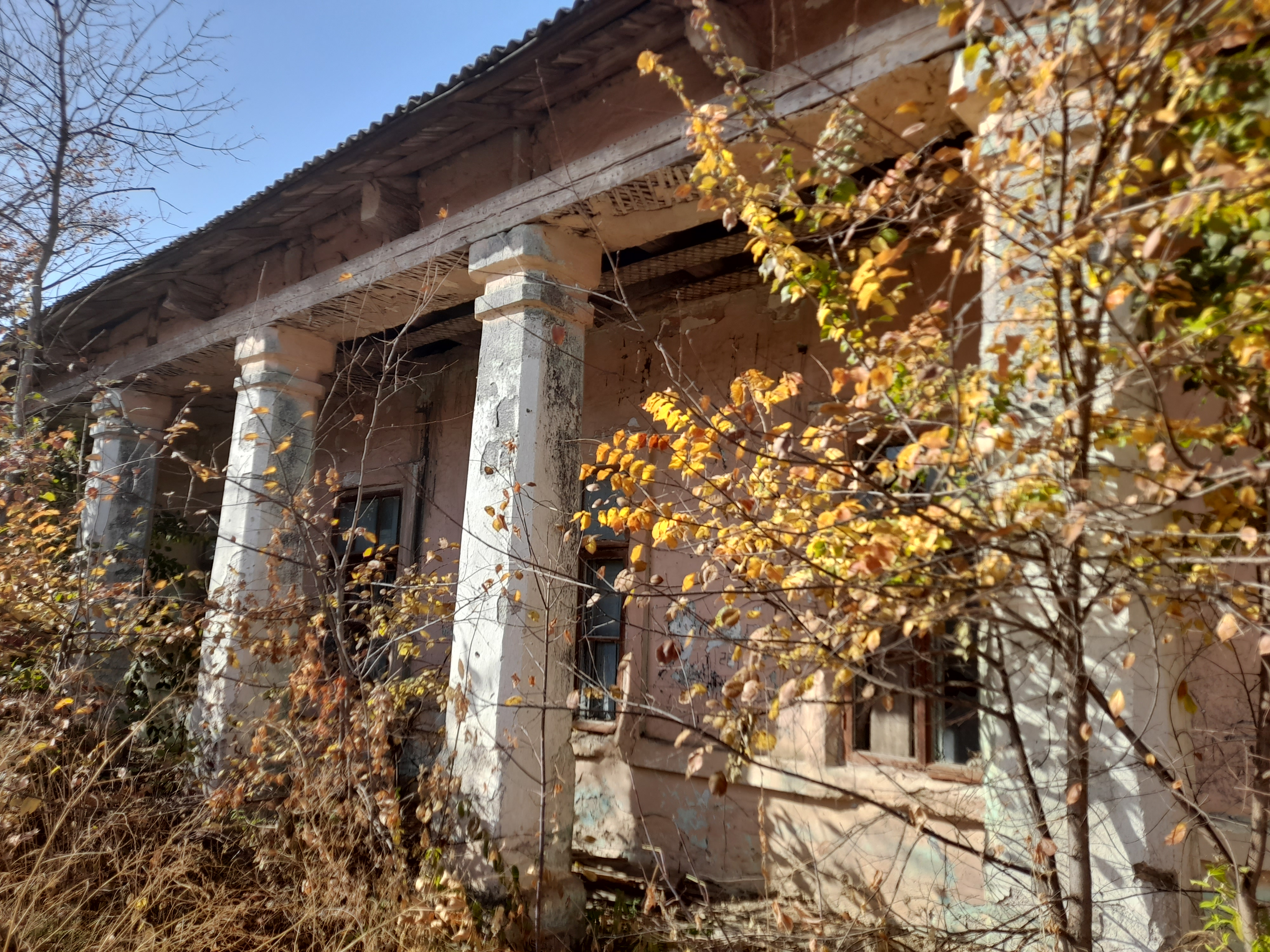
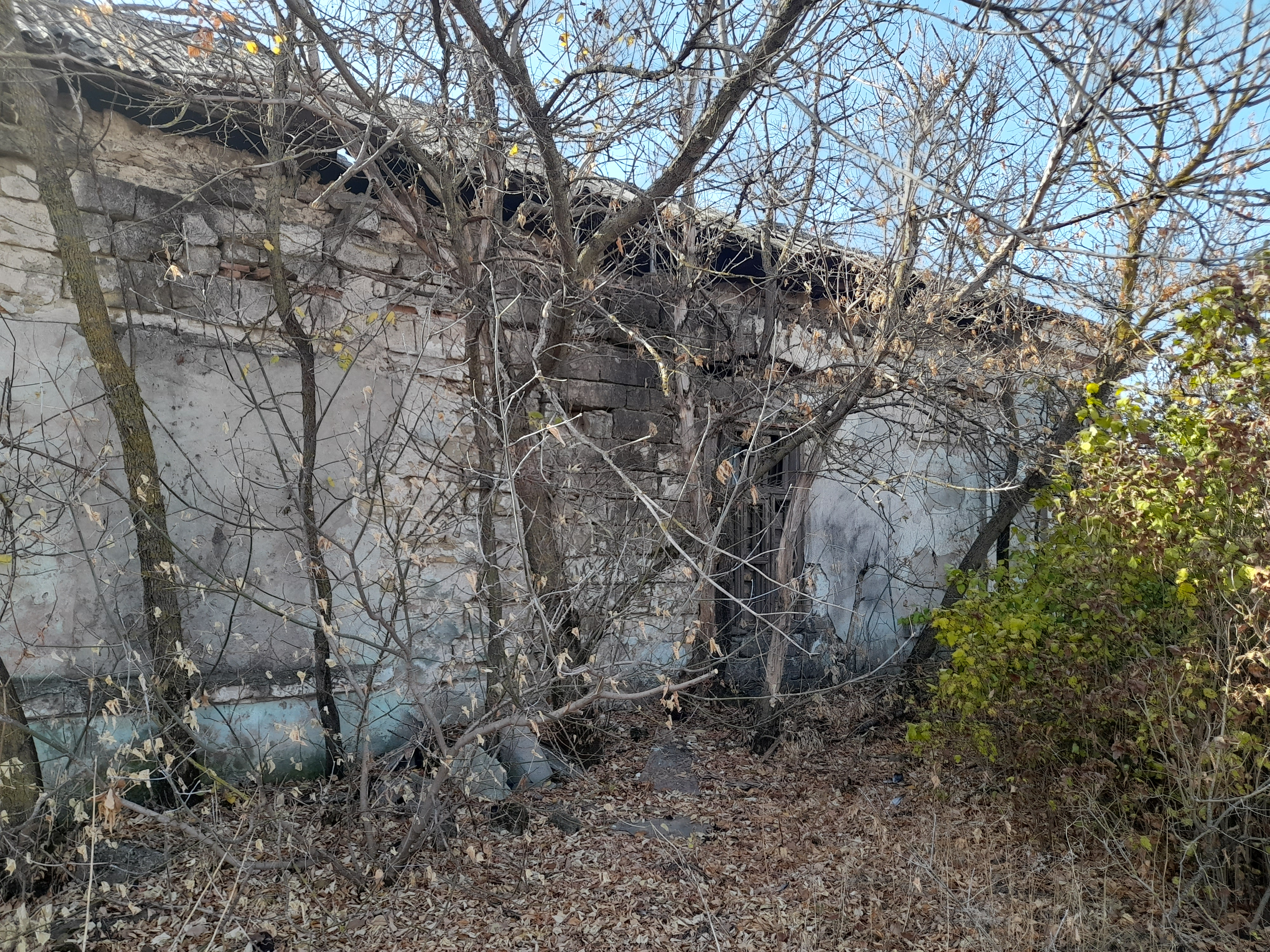
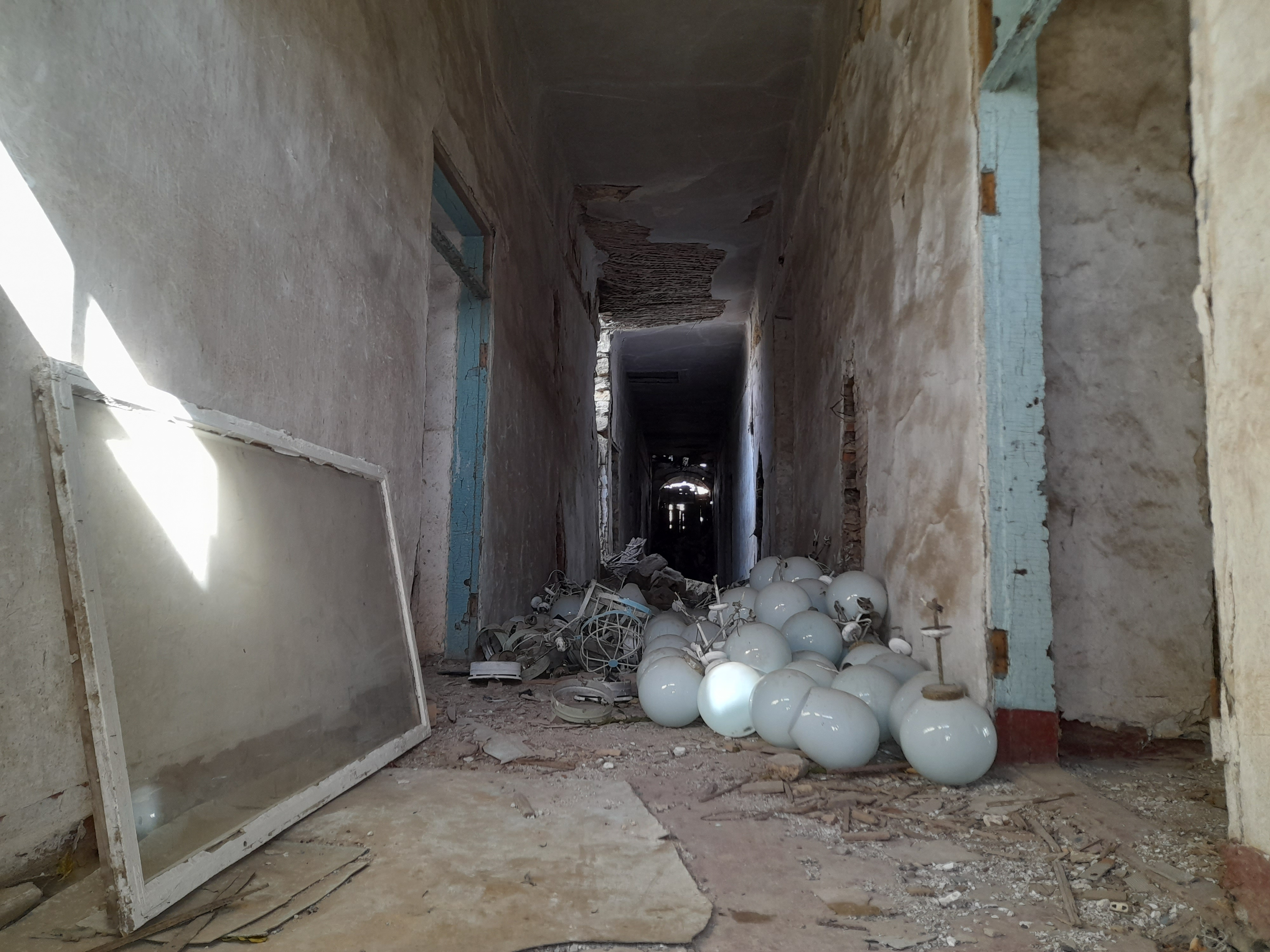
Інтер'єр занедбаної садиби